# Dolnje Mraševo
Dolnje Mraševo este o localitate din comuna Straža, Slovenia, cu o populație de 29 de locuitori.